# Daf (Musikinstrument)

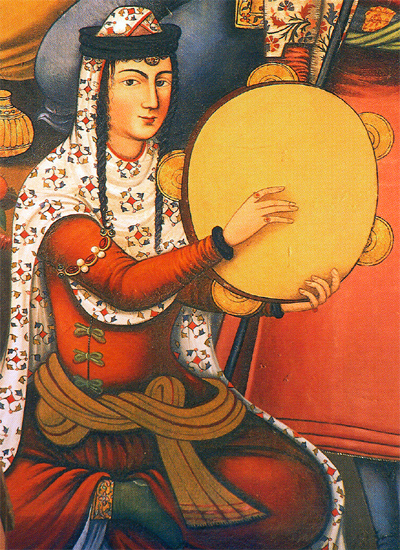
Eine persische Frau spielt daf. Wandmalerei im Tschehel-Sotun-Palast in Isfahan aus dem 17. Jahrhundert

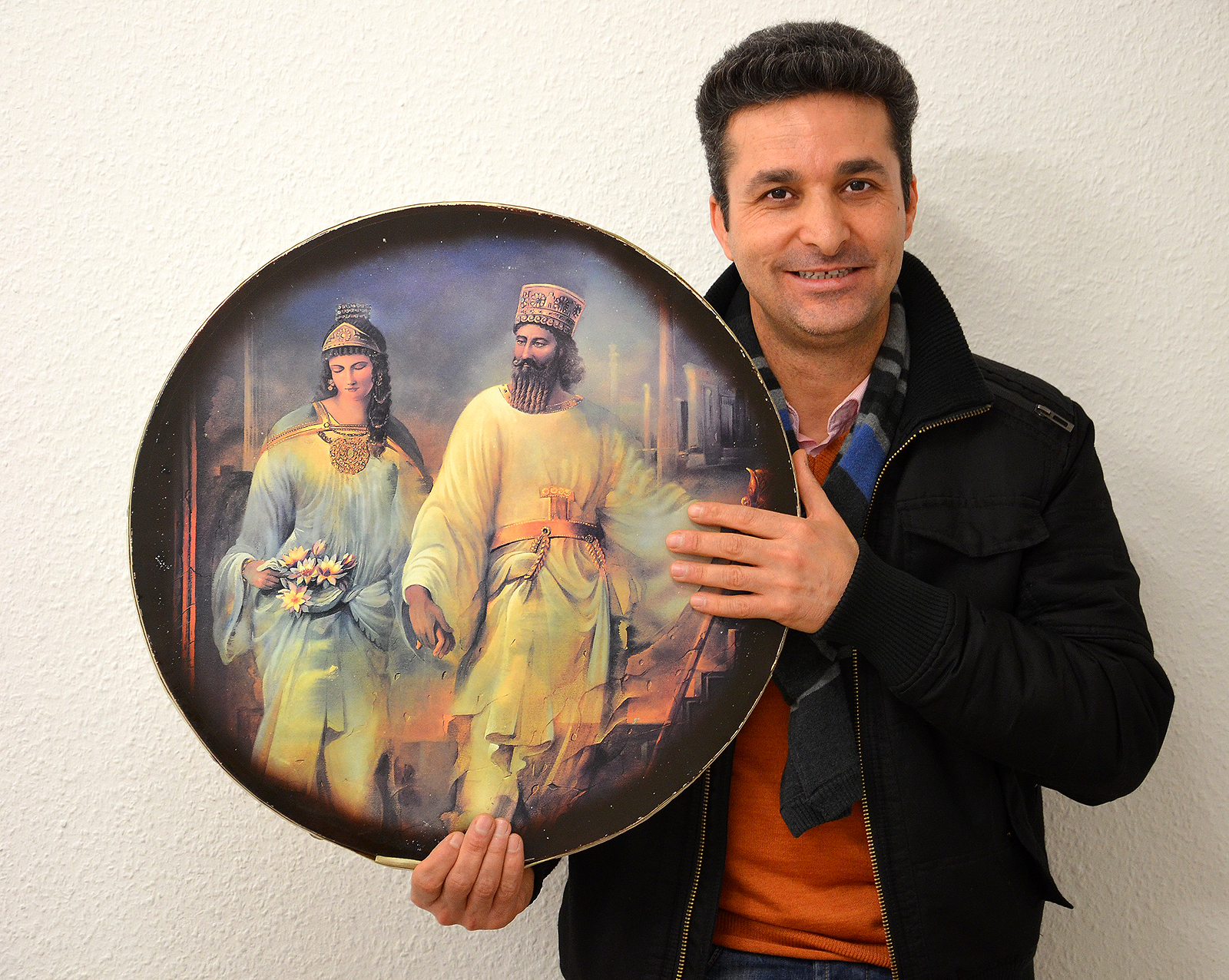
Bemalte daf

Daf (von arabisch دف, DMG daff), auch deff, def, tef, duff, daph, daphla, damphu, ist die überregionale Bezeichnung für unterschiedliche Rahmentrommeln, die vom Mittleren Osten, dem südlichen Zentralasien und Indien über die arabischen Länder nach Westen bis in den Maghreb und nach Südosteuropa verbreitet sind. Es gibt Ausführungen mit und ohne Schellenkranz bzw. an der Innenfläche des Rahmens lose befestigte Metallringe.

## Verbreitung und Etymologie
Während der Name Tamburin in verschiedenen Variationen im europäischen Raum verbreitet ist, werden Rahmentrommeln in Iran, Usbekistan, Armenien und Aserbaidschan in Variationen der Schreibweise daf genannt. In der Türkei sind def und tef gebräuchlich, in Mazedonien, Serbien, Bosnien, Albanien, Herzegowina def und in Nordgriechenland defi. In Nordindien kommt die daph (unter anderem auch daf, dafali, dafli, daffali) mit Schellen vor und in der Swahili-Musik Tansanias die duff. Der Name findet sich noch in der portugiesischen rechteckigen Rahmentrommel adufe.
Die Zupflaute rubab wird in der afghanischen Musik von der Rahmentrommel dāireh (daira, dāyere, doira) begleitet. Die Verbreitungsregionen von daf und daira überschneiden sich in weiten Teilen, wobei daf eher mit der klassischen und unterhaltenden Musik der Männer und daira eher mit der Volksmusik der Frauen verbunden wird.
Eine regionale Bezeichnung für Rahmentrommeln in den genannten Ländern ist gaval. In der arabischen Musik ist das riq weit verbreitet. Ein anderer Name für eine Rahmentrommel mit oder ohne Schellenkranz ist tar. Die in Zentralindien nur in der Volksmusik gespielte daf entspricht der südindischen Rahmentrommel kanjira.
Daf und ähnliche Schreibweisen sind lautmalerisch von Semitisch DAB oder TAP abgeleitet. Eine sumerische Rahmentrommel ist als ADÂP überliefert. Wie mit dem verwandten hebräischen Wort tof und auch im Alten Ägypten belegt, waren runde oder rechteckige Rahmentrommeln gemeint.

## Bauform und Spielweise
Daf bestehen aus einem flachen kreisrunden, häufig aus Platanenholz gebauten Holzrahmen, der einseitig mit Ziegenfell oder Schaffell bespannt ist. Der Durchmesser kann bis zu 60 Zentimeter oder mehr betragen. Im Maghreb wird eine deff genannte Rahmentrommel gespielt, die aus einem quadratischen Holzrahmen besteht, der beidseitig mit Kamelhaut bespannt ist. Die Membranen sind mit Kupfernägeln befestigt. Andalusier sollen sie im 13. bis 15. Jahrhundert bei ihrem Rückzug von der Iberischen Halbinsel eingeführt haben. Eine daf wird zwischen den Fingern einer Hand oder beider Hände am Rahmen in Brust- oder Kopfhöhe gehalten und meist in senkrechter Position mit den Fingern geschlagen.
Türkische Rahmentrommeln mit Schellenkranz heißen zilli def oder zilli tef, wobei zil der türkische Namen für Zimbeln ist.
Rahmentrommeln haben eine wichtige Funktion bei den aus Rezitationen (Dhikr), Gesängen und Tänzen bestehenden Zeremonien der Sufi-Bruderschaften. Die leicht zu haltenden Handtrommeln sind besonders bei arabischen Hochzeitsfeiern beliebt, wo sie tabl al-nikah (ṭabl, „Trommel“, nikah, „Hochzeit“) genannt werden.
Eine große schwere Rahmentrommel im Nahen und Mittleren Osten heißt mazhar. Sie hat einen Rahmen von 50 Zentimetern Durchmesser und 12 Zentimetern Höhe. Das tief klingende Instrument wird für volksislamische Rituale, besonders von Frauen im Zar-Kult verwendet. Arabische Musikeinflüsse brachten die daf bis in den Musikstil Taarab an der ostafrikanischen Küste.
Eine verwandte Rahmentrommel mit Schnarrsaiten ist die im Maghreb gespielte bendir.

## Namhafte iranische Daf-Virtuosen (Auswahl)
- Hadi Alizadeh (* 1973)
- Mahmud Farnam (1898–1993)[10]
- Mirza Agha Ghosi (* 1928)
- Bijan Kamkar (* 1949)
- Asal Malekzadeh (* 1987)
- Mohammad Reza Mortazavi (* 1978)
- Peyman Nassehpour (* 1974)
- Haj Khalifeh Karim Safvati (* 1919)
- Mohsen Taherzadeh (* 1981)
- Hussein Zahawy (* 1980)
- Behnam Samani (* 1967)
- Reza Samani (* 1977)